# Tiltil
Tiltil ou Til Til est une ville et une commune du Chili dans la Province de Chacabuco, elle-même située dans la région métropolitaine de Santiago. En 2016, sa population s'élevait à 17 773 habitants. La superficie de la commune est de 653 km2 (densité de 27 hab./km2).
Tiltil est située au nord de la région de Santiago dans la zone centrale du Chili. Elle se trouve au pied de la montaggne de Cuesta La Dormida qui fait partie du parc national La Campana. La commune comprend la ville de Tiltil ainsi que les villages de Huertos Familiares, Polpaico, Cerro Blanco, Santa Matilde et Caleu. À l'époque coloniale, on y extrait du cuivre mais aujourd'hui elle est connue surtout pour ses carrières de calcaire et de granulats.